# Jean Poyer
Jean Poyer (ou Poyet) est un peintre et enlumineur français qui vécut à Tours et fut actif de 1483 ou peut-être 1465 jusqu'à sa mort, avant 1504.
Les enlumineurs tourangeaux ont fusionné les innovations picturales et décoratives venues d'Italie ou des Pays-Bas, pour créer un style qui a reçu le nom d'École de la Loire.

## Éléments biographiques
Très peu d'informations sont connues de Jean Poyer, que l'on retrouve aussi parfois écrit Poyet ou Pohier selon les sources. Il semble qu'il soit de la même famille qu'un autre artiste tourangeau, Mathelin Poyet signalé dans les archives en 1453 pour une peinture héraldique sur une église à Tours. Selon Mara Hoffmann, il s'agirait du père de Jean Poyer qui serait aussi son formateur. Un autre Jean Poyer est signalé en 1465 pour avoir contribué à pavoiser les portes de la ville. Pour François Avril, il s'agit d'une personne différente, mais pour Pierre-Gilles Girault et Mara Hoffmann, il s'agit du même Jean Poyer. Signalé alors comme peintre indépendant à cette date, cela pourrait indiquer que sa date de naissance serait autour de 1445.
Jean Poyer apparait en tout cas en 1483 comme participant à la peinture d'armoiries pour les funérailles de Charlotte de Savoie, femme de Louis XI. Il peint alors 1031 écussons. Il bénéficie à cette occasion d'une dotation de trois aunes de drap noir pour se faire un costume de deuil, ce qui indique qu'il fait déjà partie des notables de la ville. Le 23 décembre 1491, il est signalé dans les dépenses de la ville de Tours pour des travaux réalisés à l'occasion de l'entrée solennelle d'Anne de Bretagne dans la ville. Il y joue un rôle majeur dans l'organisation des scènes de mystères qui lui sont présentées. En 1497, il est payé 153 livres pour la réalisation de 23 « histoires riches » (de grandes miniatures), 171 vignettes et 1500 versets ou bouts-de-ligne, dans un petit livre d'heures destinée à la reine Anne et calligraphié par Jean Riveron. Poyer y est qualifié d'« enlumineur et historieur demourant à Tours ». Les historiens de l'art ont longtemps pensé que le livre d'heures ainsi décrit correspondait aux Grandes Heures d'Anne de Bretagne, jusqu'à ce que ces dernières soient réattribuées à Jean Bourdichon. Contrairement à ce dernier, Poyer n'a semble-t-il jamais eu de carrière officielle à la cour. En 1498, il participe encore à la préparation d'une entrée royale dans la ville de Tours finalement annulée en raison d'une épidémie de peste,.
Plusieurs témoignages posthumes nous indiquent qu'il a acquis une certaine célébrité au cours de sa carrière. Jean Pèlerin, dit Viator, le cite en 1521 parmi d'autres peintres célèbres tels que Jean Fouquet. Jean Lemaire de Belges le cite dans un poème allégorique daté du début de l'année 1504 et consacré aux peintres disparus, à égalité avec Hugo van der Goes et Rogier van der Weyden. On peut en déduire que Jean Poyer est déjà décédé à cette date. Au milieu du XVIe siècle, un juriste tourangeau, Jean Brêche, le cite encore en le comparant à Jean Fouquet pour sa maîtrise de la peinture et de la perspective,.

## Œuvres attribuées
Aucun document ne permet d'attribuer une quelconque œuvre à Jean Poyer. Cependant, le fait qu'il soit proche de Bourdichon et qu'il ait été influencé par Jean Fouquet, tout en ayant travaillé pour les rois et reines de France et notamment Anne de Bretagne, permet de lui rattacher un groupe d'œuvres réunies par François Avril. L'historien de l'art américain John Plummer est le premier à lui avoir attribué ce groupe d'œuvres de manière catégorique.

### Panneaux

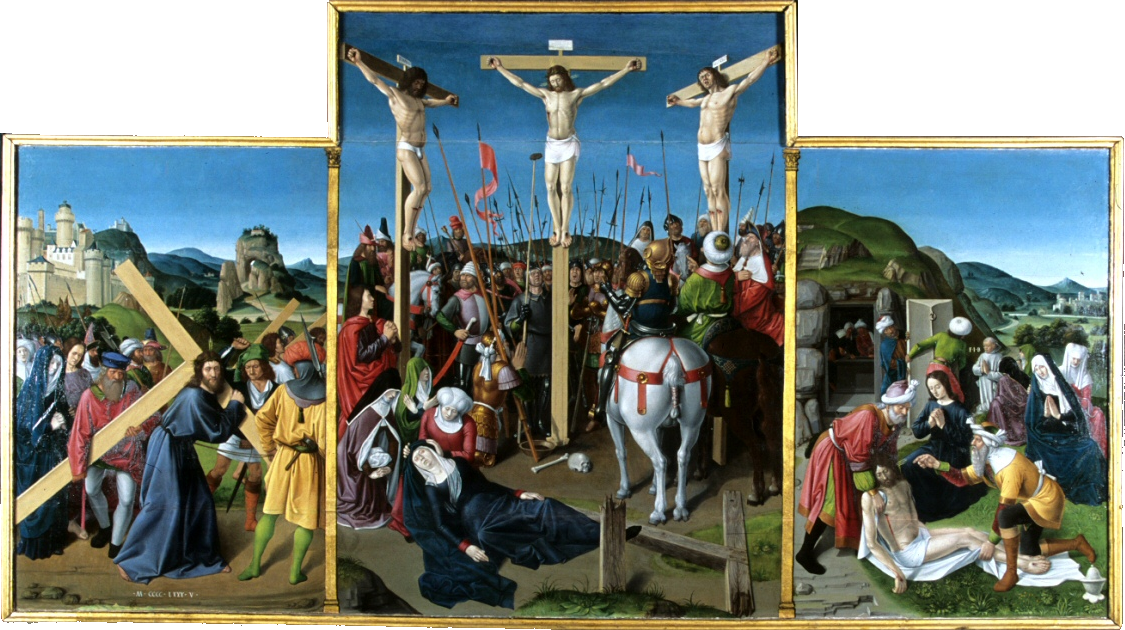
retable de la crucifixion (église Saint-Antoine de Loches)

- Retable de la crucifixion, peinture sur bois, 143 × 262 cm, 1485, commandé par frère Jean Béraud, provenant de la Chartreuse du Liget[7], conservé auparavant au château de Loches, il est visible depuis 2012 dans la galerie antonine de l'église Saint-Antoine de Loches
- Un triptyque représentant trois scènes de la vie de Marie Madeleine commandé par Jean IV de Chalon-Arlay, peut-être achevé par un suiveur, vers 1500-1502 à Tours, ou 1515 à Paris, conservé en l'église Notre-Dame-de-l'Assomption de Censeau (Jura)[8],[9] :
  - La Prédication du Christ, huile sur bois transposée sur toile, 120 × 92 cm.
  - Le Repas chez Simon le Pharisien, huile sur bois  122 × 207 cm
  - Noli me tangere ou l'apparition du Christ ressuscité à Marie Madeleine, 1500-1502 ou 1515, huile sur bois transposée sur toile, 120 × 92 cm

### Manuscrits enluminés

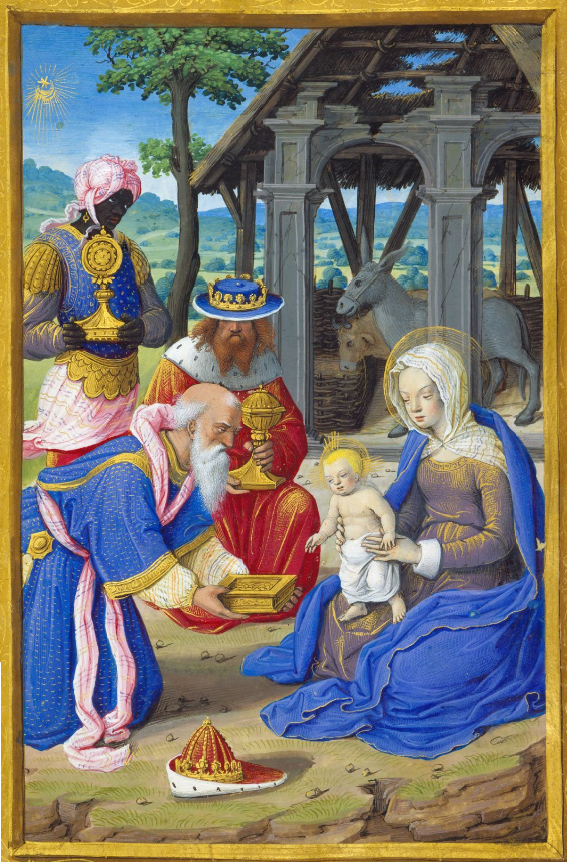
L’Adoration des mages, extrait du Livre d’heures d’Henri VIII, Pierpont Morgan Library, New York

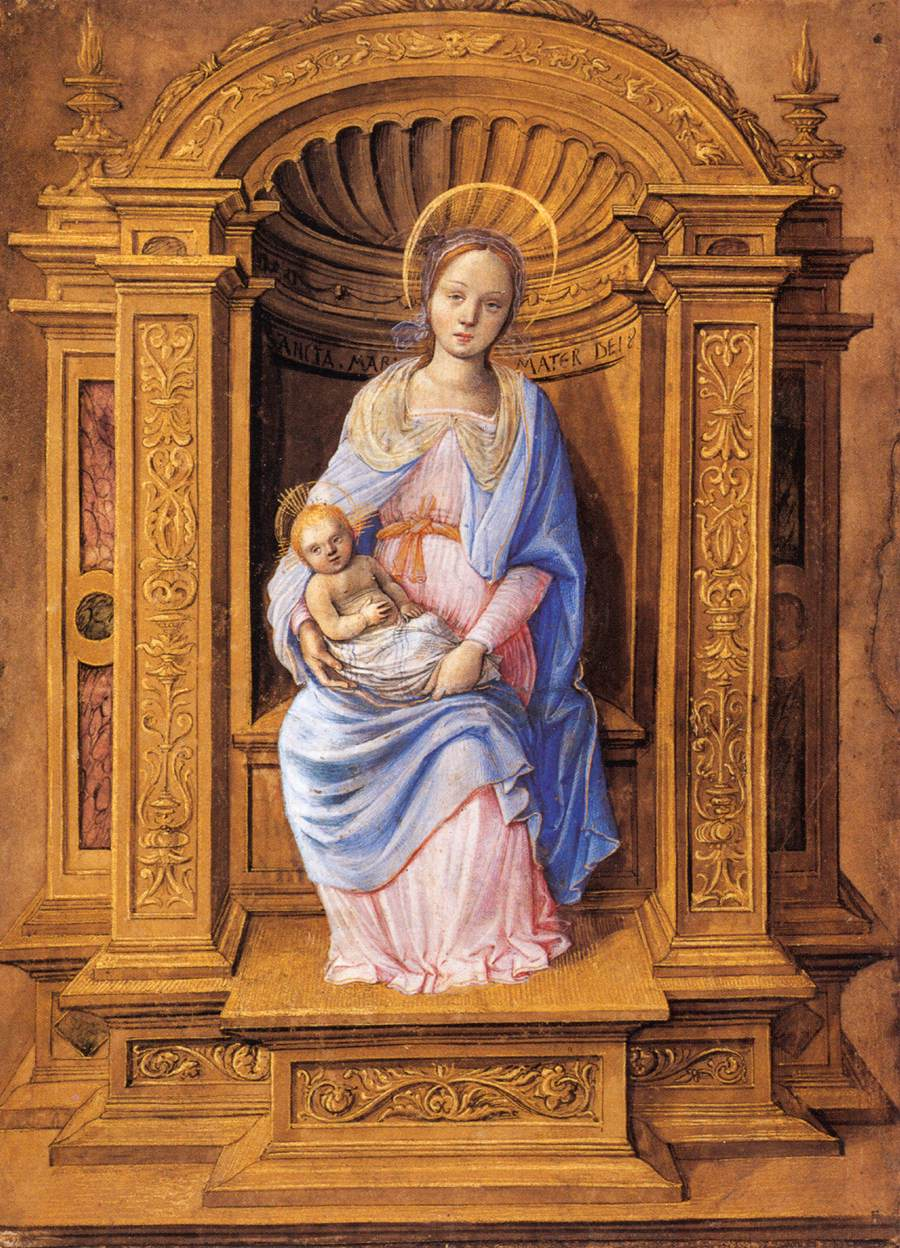
Vierge à l'Enfant (musée du Louvre)

- Livre d'heures à l'usage de Rome, vers 1465-1470, Bibliothèque nationale de France, Lat.13305
- Psautier abrégé d'Anne de Bretagne, vers 1488-1489, 4 miniatures, Bibliothèque nationale de France, Lat.2844[10]
- Livre d'heures d'Henri VIII, appelées aussi Heures Heineman, 25,6 × 18 cm, New York, Pierpont Morgan Library, H.8[11],[12], dont une miniature détachée est aujourd'hui conservée au musée du Louvre, département des arts graphiques (La Vierge en majesté, enluminure sur parchemin, 23,4 × 17,2 cm, Paris)[8],
- Livre de prières d'Anne de Bretagne, New York, The Pierpont Morgan Library, M.50[13],[14] ;
- Armes de France et Charles VIII présenté par Marie Madeleine au Christ jardinier, bifolio, dans un livre d'heures à l'usage de Rome, 1494-1495, enluminure sur parchemin, 17,6 × 12 cm, New York, Pierpont Morgan Library, M.250[8],[15],[16] ;
- Heures d'Anne de Bretagne, et Marie Tudor, commandées par Louis XII, vers 1498, enluminure sur parchemin, 13,1 × 8,9 cm, Bibliothèque municipale de Lyon, Ms.1558 ;
- Livre d'heures de Guillaume Briçonnet, avec la participation du Maître des Missels della Rovere à certains décors, vers 1485, 20,9 × 14,4 cm, Haarlem (Pays-Bas), musée Teyler, Ms.78[8],[17],[18] ;
- Livre d'Heures de Jean Lallemand l'Aîné, vers 1498, 20,6 × 12,7 cm, Londres, British Library[17]
- Livre de l'ancienne collection « Didot » (collection privée)[19]
- Livre d'heures de la famille Ladore, vers 1490, passé en vente chez Heribert Tenschert, Catalogue V, no 27
- Le Secret des secrets Alain Chartier, le Bréviaire des nobles, recueil destiné à Charles VIII, vers 1490-1495, Poyer et son atelier, 19  × 13  cm, Paris, Bibliothèque nationale de France[19] ;
- Heures à l'usage de Rome, 95 feuillets, vers 1500-1505, 19 × 13,2 cm, 18 grandes enluminures et 22 petits formats, Lyon, Bibliothèque municipale[20].
- Heures Tilliot, 13 miniatures en pleine page, 4 petites et des lettrines historiées, vers 1500, British Library, Yates Thompson 5[21]
- Heures de Petau, 44 f., vers 1500, coll. part. (ancienne collection Aristophil)[22]
- Livre d'heures, en collaboration avec l'atelier Walters Art Gallery, Baltimore, W.430
- Livre d'heures, vers 1500, avec un collaborateur, Walters Art Gallery, W.295
- Missel de Guillaume Lallemant, en collaboration avec le Maître de Spencer 6, vers 1500, Morgan Library, M.495
- Exposition sur le symbole des apôtres de Pierre Louis de Valtan, manuscrit destiné à Charles VIII, vers 1494-1495, British Library, Add.35320
- Exposition sur le symbole des apôtres de Pierre Louis de Valtan, manuscrit commandé par Louis XII et destiné à Isabelle la Catholique, vers 1500, coll. part. (anc. coll. Librairie Tenschert, cat.XXV, 1990, no 57)
- Livre d'heures, Bibliothèque royale (Danemark), Copenhague, Thott 541-4°

### Feuillets isolés

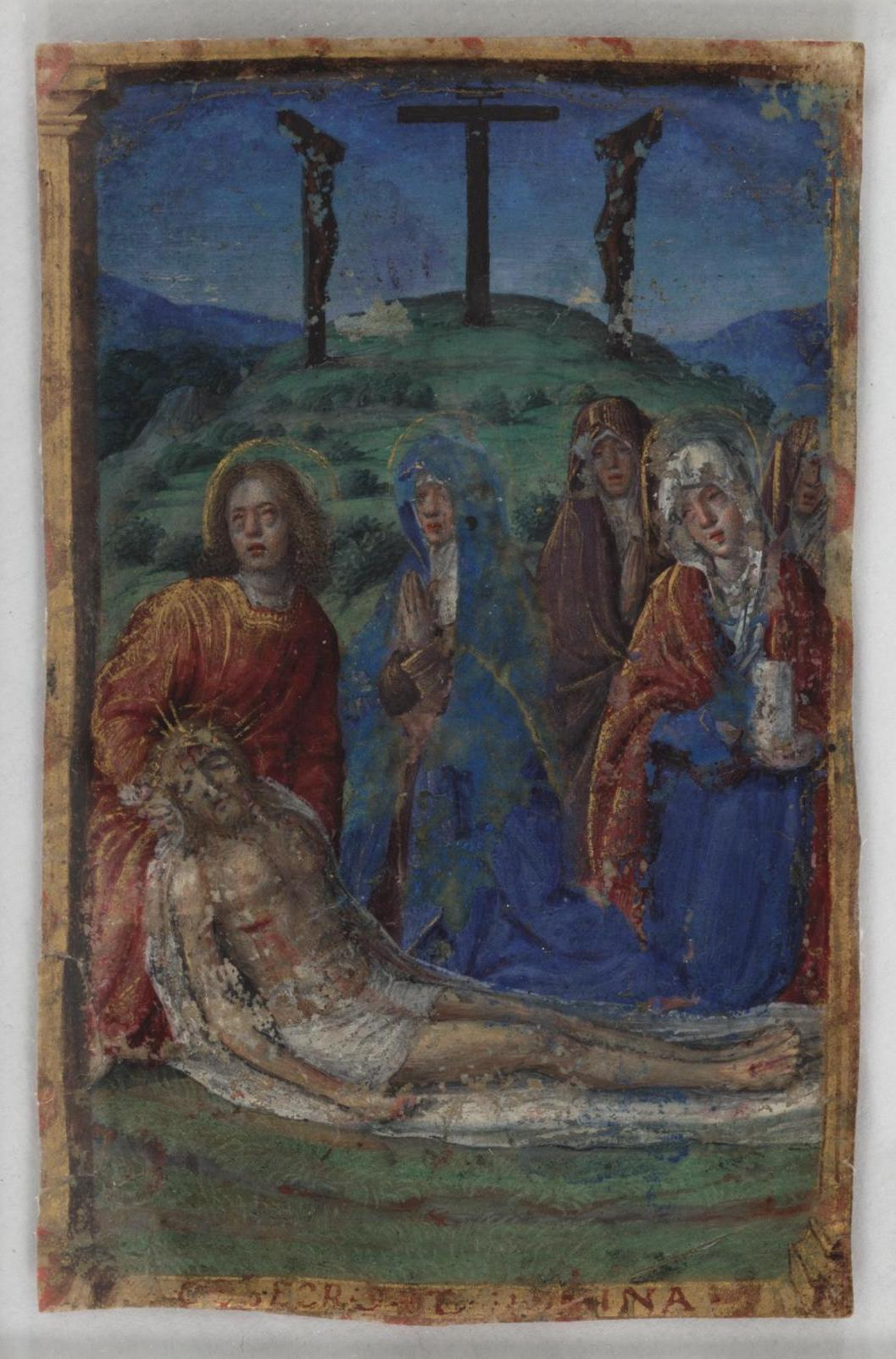
Déploration sur le corps du Christ, Free Library of Philadelphia.

- Deux miniatures détachées d'un livre d'heures non identifié, musée du Louvre (Ange et la Vierge de l'Annonciation), RF55258-55259[23]
- Feuillet des Heures Branicki contenant la dormition et couronnement de la Vierge, École nationale supérieure des beaux-arts, Ms.731[24]
- Feuillet d'un livre d'heures destiné à Anne de Bretagne (Déploration sur le corps du Christ), vers 1493-1497, Free Library of Philadelphia, M.11-15a[25]
- Deux miniatures d'un calendrier, passé en vente chez Anaf, Lyon, le 10 février 2008 (lot 39)
- Bas de page avec la Vierge et des apôtres, Fitzwilliam Museum, Marlay Cuttings Z10A
- Fragment d'une miniature avec la Pentecôte, provenant d'un missel, ancienne Coll. Pierre Berès, Paris
- La Cène, vers 1500, coll. Kingston Lacy, Dorset

### Manuscrits attribués à son atelier

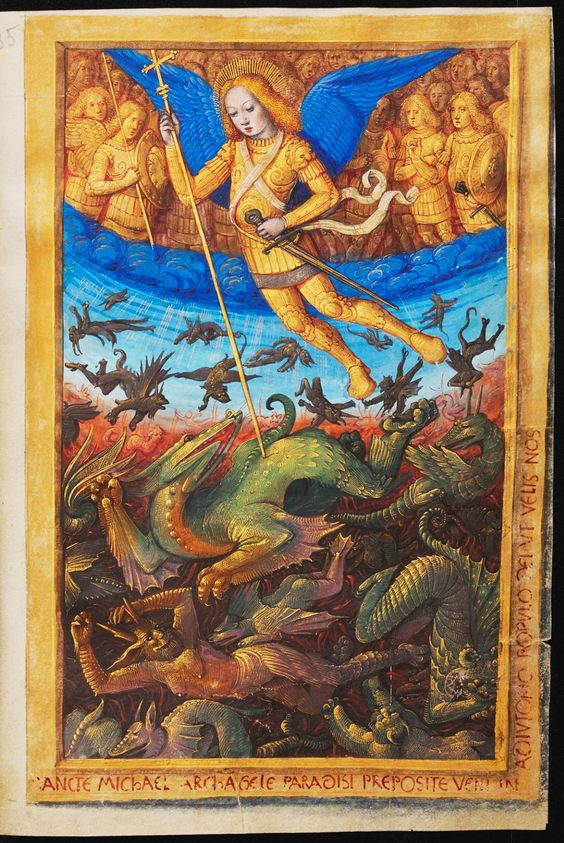
Miniatures des heures du musée Czartoryski.

Ces manuscrits datent plutôt du début de la carrière de Poyer.
- Heures dite d'Henri III, Varsovie, Musée Czartoryski, Ms.3020
- Livre d'heures à l'usage de Toulouse, coll. part., passé en vente chez Sotheby's le 10 décembre 1973 (lot 56), aujourd'hui en dépôt à la Bibliothèque de Genève, Comites Latentes 124[26]
- Livre d'heures à l'usage de Chartres, Morgan Library, M.388
- Livre d'heures à l'usage de Rome, Oxford, Keble College Library, Ms.23
- Recueil des Sibylles, Munich, Bibliothèque d'État de Bavière, Cod.icon.414
- Chronique martinienne de Sébastien Mamerot, Bibliothèque royale (Danemark), Copenhague, Thott 430-2
- Livre d'heures de Thomas Berbisey, une miniature de saint Bénigne insérée vers 1480-1485, BNF, Lat.1374 (f.144)
- Livre d'heures, en collaboration avec le Maître de Claude de France, vers 1500, British Library, Add.35315
- Diurnal à l'usage de Tours, BNF, Lat.762
- Livre d'heures, passé en vente chez Christie's le 26 juin 1991 (lot 19) puis chez Tenschert, catalogue 5 (numéro 28), avec un feuillet conservé au Cleveland Museum of Art (24.426)

### Dessins
- Caïn et Abel, British Museum, 1874,0613.538[27]
- Le Sacrifice d'Isaac, British Museum, 1874,0613.539[28]
- La Dérision d'Élisée, vers 1500, plume et encre noire et brune, lavis de gris, rose, vert bleu et jaune, 21 × 14.5 cm, Art Institute of Chicago[8]